# Dirck Bouts
Dirck Bouts ou Dirk Bouts ou ainda Dieric Bouts (Haarlem, 1415/1420 — 1475) foi um dos mais famosos pintores quatrocentistas da Holanda.
De acordo com Karel van Mander, Bouts nasceu em Haarlem e trabalhou principalmente em Louvain, onde foi o pintor da cidade a partir de 1468. Influenciou-se por Jan van Eyck e Rogier van der Weyden, com quem estudou. Bouts foi um dos primeiros pintores nórdicos a usar o Ponto de fuga, como visto na Última Ceia.
A obra mais antiga de Bouts é o Infancy Triptych, que está no Museu do Prado, em Madri.
Casou-se com Katharina van der Brugghen, de quem teve dois filhos. Porém, antes de ter imigrado para a cidade onde casou, visitou as cidades de Bruges e Antuérpia. Seu irmão, Aelbrecht Bouts, também foi pintor.
Hoje, a maioria das 
suas obras encontra-se exposta nos melhores museus da Europa e do Mundo, entre eles o Museu do Prado, em Madrid, a Galeria Nacional de Arte em Washington e o Getty Center, em Los Angeles.

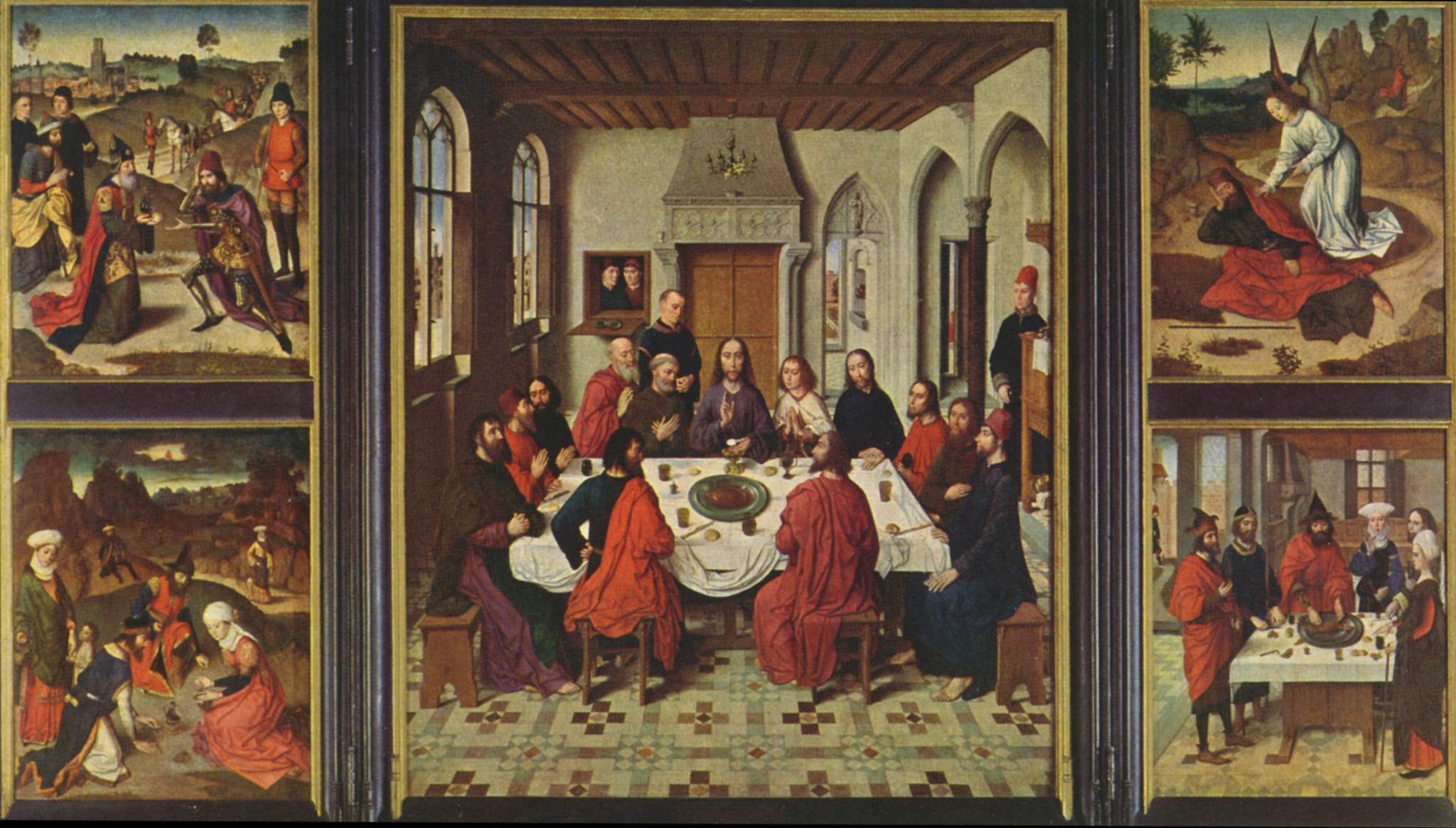
A Última Ceia